# 本間病院 (山形県)
本間病院（ほんまびょういん）は、医療法人(社団) 健友会が山形県酒田市中町に設置する病院。

## 概要
救急告示病院。158床（一般108床 ､療養50床）を擁する。全日本民主医療機関連合会(民医連)加盟病院。

## 診療科
- 内科[3]
- 腎臓内科[3]
- 外科[3]
- 整形外科[3]
- 泌尿器科[3]

## 医療機関の認定
(この節の出典)
- 保険医療機関
- 労災保険指定医療機関
- 更生医療指定医療機関
- 身体障害者福祉法指定医の配置されている医療機関
- 生活保護法指定医療機関
- 結核指定医療機関
- 無料低額診療事業実施医療機関
- 在宅療養支援病院

## 交通アクセス
- JR羽越本線「酒田駅」より徒歩15分[4]

## 周辺
- 酒田市立酒田看護専門学校[4]
- 鶴岡信用金庫酒田営業部[4]